# Pływanie na Letnich Igrzyskach Olimpijskich 1936 – 1500 m stylem dowolnym mężczyzn
Wyścig na 1500 metrów stylem dowolnym mężczyzn był jedną z konkurencji pływackich rozgrywanych podczas XI Igrzysk Olimpijskich w Berlinie. Wystartowało 45 zawodników z dwudziestu trzech reprezentacji.
Już drugie igrzyska z rzędu, konkurencja ta stała się areną rywalizacji Amerykanów z Japończykami. Bohaterowie wyścigu na 400 metrów stylem dowolnym, Jack Medica i Shunpei Uto, stoczyli jeszcze jeden pojedynek, z tym, że stawką nie była wygrana, a srebrny medal. Zwycięzcą okazał się dziewiętnastoletni Japończyk Noboru Terada. Terada prowadził od początku, nie dopuszczając innych zawodników do walki o złoto. Kiedy dopłynął do mety wyprzedzał innych zawodników o pół długości basenu. Medica, mimo dużej straty na początku i wypadnięcia ze strefy medalowej, dogonił Uto i wyprzedził go na ostatnich 100 metrach.

## Rekordy
| Rekord świata     | Arne Borg (SWE)      | 19:07,2 | Bolonia (ITA)     | 2 września 1927  |
| Rekord olimpijski | Kusuo Kitamura (JPN) | 19:12,4 | Los Angeles (USA) | 13 sierpnia 1932 |

## Wyniki

### Eliminacje
Awans uzyskiwało trzech najlepszych z każdego wyścigu oraz dwóch najszybszych spośród zawodników na trzecich miejscach.
Wyścig 1
| Miejsce | Zawodnik         | Czas    | Uwagi |
| ------- | ---------------- | ------- | ----- |
| 1.      | Sunao Ishiharada | 19:55,8 | Q     |
| 2.      | Robert Leivers   | 20:04,4 | Q     |
| 3.      | Heinz Arendt     | 20:10,7 | Q     |
| 4.      | Robert Pirie     | 20:16,4 | q     |
| 5.      | Manoel Villar    | 20:49,9 |       |
| 6.      | István Angyal    | b .d.   |       |

Wyścig 2
| Miejsce | Zawodnik         | Czas    | Uwagi |
| ------- | ---------------- | ------- | ----- |
| 1.      | Jack Medica      | 19:55,5 | Q     |
| 1.      | Noboru Terada    | 19:55,5 | Q     |
| 3.      | Jørgen Jørgensen | 21:42,0 | Q     |
| 4.      | Robert Hooper    | 21:47,4 |       |
| 5.      | João Havelange   | 22:54,1 |       |

Wyścig 3
| Miejsce | Zawodnik        | Czas    | Uwagi |
| ------- | --------------- | ------- | ----- |
| 1.      | Shunpei Uto     | 19:48,3 | Q     |
| 2.      | Ralph Flanagan  | 19:49,9 | Q     |
| 3.      | Johann Freese   | 20:13,7 | Q     |
| 4.      | Christian Talli | 21:03,0 | q     |
| 5.      | Robert Hamerton | 21:05,5 |       |
| 6.      | Aage Hellstrøm  | 21:16,9 |       |

Wyścig 4
| Miejsce | Zawodnik          | Czas    | Uwagi |
| ------- | ----------------- | ------- | ----- |
| 1.      | James Cristy      | 20:26,5 | Q     |
| 2.      | Norman Wainwright | 20:47,6 | Q     |
| 3.      | Otto Przywara     | 20:59,0 | Q     |
| 4.      | Edmund Pader      | 21:13,9 |       |

### Półfinały
Awans uzyskiwało trzech najlepszych z każdego wyścigu oraz najszybszy z zawodników na trzecich miejscach.
Półfinał 1
| Miejsce | Zawodnik         | Czas    | Uwagi |
| ------- | ---------------- | ------- | ----- |
| 1.      | Noboru Terada    | 19:48,6 | Q     |
| 2.      | Ralph Flanagan   | 19:59,4 | Q     |
| 3.      | Robert Leivers   | 20:10,0 | Q     |
| 4.      | James Cristy     | 20:25,8 |       |
| 5.      | Johann Freese    | 20:27,6 |       |
| 6.      | Otto Przywara    | 20:55,0 |       |
| 7.      | Jørgen Jørgensen | 21:46,3 |       |

Półfinał 2
| Miejsce | Zawodnik          | Czas    | Uwagi |
| ------- | ----------------- | ------- | ----- |
| 1.      | Jack Medica       | 19:42,8 | Q     |
| 2.      | Sunao Ishiharada  | 19:53,9 | Q     |
| 3.      | Shunpei Uto       | 19:55,6 | Q     |
| 4.      | Heinz Arendt      | 19:56,1 | q     |
| 5.      | Norman Wainwright | 20:14,4 |       |
| 6.      | Robert Pirie      | 20:17,3 |       |
| 7.      | Christian Talli   | 21:09,8 |       |

### Finał
| Miejsce | Zawodnik         | Czas    |
| ------- | ---------------- | ------- |
|         | Noboru Terada    | 19:13,7 |
|         | Jack Medica      | 19:34,0 |
|         | Shunpei Uto      | 19:34,5 |
| 4.      | Sunao Ishiharada | 19:48,5 |
| 5.      | Ralph Flanagan   | 19:54,8 |
| 6.      | Robert Leivers   | 19:57,4 |
| 7.      | Heinz Arendt     | 19:59,0 |